# Zatōichi kenka-tabi
Zatoichi (座頭市喧嘩旅 Zatōichi kenka-tabi), "Zatoichi: On the Road", título en USA, Es una película de drama/acción Japonés, producida en el año 1963. Es la quinta de 26 entregas en total, creado por el novelista Kan Shimozawa. Zatoichi fue protagonizado durante sus 26 entregas por Shintaro Katsu.

## Sinopsis
Un anciano a punto de morir le pide a Zatoichi que acompañe a una joven hasta Edo. Zatoichi decide concederle ese último deseo y emprende el camino. Pero el viaje no resultará nada tranquilo.